# Антонов, Виктор Иванович
Виктор Иванович Антонов (род. 12.01.1935, Батайск, Россия) — советский ученый, кандидат технических наук, министр по вопросам оборонного комплекса и конверсии Украины, министр машиностроения, ВПК и конверсии Украины; член Совета обороны Украины.

## Образование и научная деятельность
Виктор Иванович родился в Ростовской области, а образование получил в Таганрогском Радиотехническом Институте. Учёбу окончил в 1958 году по специальности инженер-конструктор. Позже, в 1985 году, защитил кандидатскую диссертацию на тему «Технологические напряжения в анизотропной нелинейно-упругом цилиндрическом теле, образованном намоткой», в Московском Инженерно-Строительном Институте.
На счету Антонова более 25 научных трудов. Основным интересом Виктора Ивановича была аппаратура магнитной записи, прежде всего её использование в непилотируемых космических аппаратах. Он был отмечен Государственной премией СССР за создание систем восстановления фонограмм для радиоразведки.

## Карьера
В 1953-1962 годах начинал свою карьеру как инженер, конструктор, заместитель главного конструктора завода № 39 города Новосибирск. Но в 1962 году был направлен на работу на Украину. Новым местом его работы стал завод № 335 в Киеве. Здесь он работал инженером-конструктором, заместителем главного инженера.
С 1966 года В. И. Антонов начал свой карьерный взлет на киевском заводе «Маяк». Сначала он был заместителем, тогда первым заместителем главного инженера, а впоследствии стал главным инженером. С1971-го — директор завода «Маяк».
В 1974 года — "генеральный директор Киевского НПО «Маяк», директор научно-исследовательского института электромеханических приборов.

## Чиновничья и министерская работа
После достижений в промышленности, Виктор Иванович Антонов переходит на чиновничью роботу и с 1986 года занимает должность заместителя председателя Госплана СССР, а с 1989 становится первым его заместителем. В ноябре 1990 года, за председательство в Совете Министров УССР Витольда Фокина, назначен ИО председателя Госкомэкономики УССР.
Накануне провозглашения независимости Украины, с мая 1991 года, Антонов назначен на должность государственного министра по вопросам оборонного комплекса и конверсии Украины. Менее чем за год стал членом Координационного совета по вопросам экономической реформы. Также был членом Совета обороны Украины.
Последней чиновничьей должностью Антонова стало его назначение в феврале 1992 года министром машиностроения, военно-промышленного комплекса и конверсии Украины. На этой должности он находился чуть больше года — до мая 1993 года.
После ухода на пенсию Антонов работает вице-президентом Союза независимых предпринимателей.

## Семья
Супруга Виктора Ивановича — Антонова Галина Дмитриевна — инженер-конструктор. Супруги воспитали двух сыновей-офицеров. Младший сын, Антонов Дмитрий Викторович, окончил Балашовское высшее военное училище летчиков.
У Виктора Ивановича 4 внучки, 1 внук и двое правнуков.